# オメト族
オメト族（オメトぞく、Ometo）は、エチオピアに住むナイロ・ハム系部族。

## 居住地
エチオピアのガラ地方に住んでいる。いくつかの集団に分かれて、村を作って定住している。

## 生活
おもにクワを用いて耕作をするが、雄ウシに犂を引かせる集団もある。主食は雑穀、トウモロコシ、ナツメヤシ。狩猟が盛んで、特にゾウを狩る。
幼い少女に陰部封鎖（外陰部を縫い合わせる）を施したり、殺した敵を去勢したこともあったといわれている。

## 宗教
ほとんどが昔からの宗教を捨ててはいないが、一部にキリスト教徒、イスラム教徒がいる。